# Dedics Ferenc
Dedics Ferenc (Nyíregyháza, 1873. október 19. – Budapest, Józsefváros, 1929. november 30.) magyar repülőmotor-gyártó.

## Életpálya

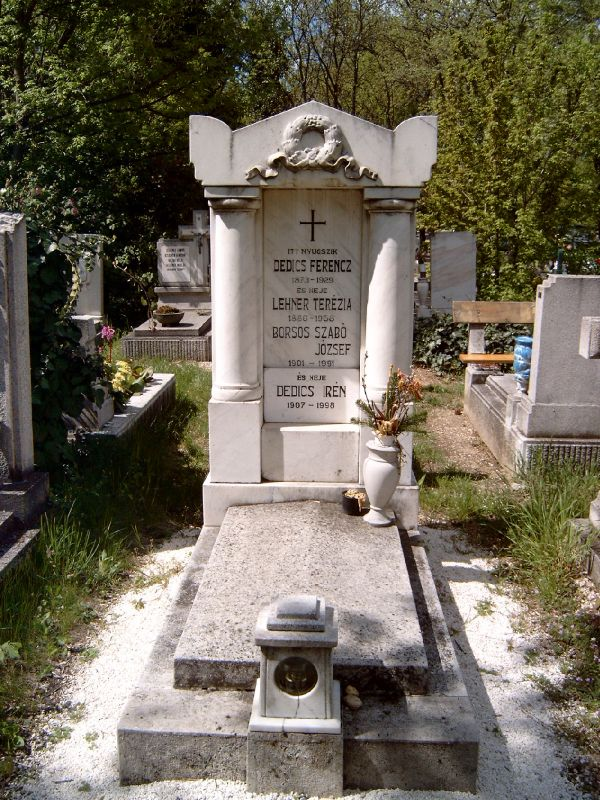
Dedics Ferenc és neje sírja az Új köztemetőben (17/5-1-55)

Dedics Sámuel és Pozsgay Zsuzsanna fiaként született. A lakatos mesterséget kitanulva inaséveiket Németországban töltötte, ahol huzamosabb ideig Berlinben, a motorkocsi gyárban, majd Münchenben egy motorkészítő műhelyben dolgozott. 1903-ban Budapesten létesített motorkerékpár és autójavító vállalatot. Az egyik legelső Dedics motor úgynevezett stéher volt, azaz kerékpárversenyeken a kerékpárokat felvezető szerkezet. 
1905. február 12-én Budapesten, a Józsefvárosban feleségül vette a nála 13 évvel fiatalabb, budapesti születésű Lehner Teréz Irént, Lehner József és Renner Karolina lányát. 1905-ben Autó és motorjavító műhelyt nyitott fivérével Dedics Kálmánnal. Az üzemet még ez évben áttelepítették, a felépült új emeletes műhelyépületbe és a Dedics-testvérek immáron cégbejegyzéssel folytatták működésüket.
1906-ban a cég a III. Budapesti Nemzetközi Automobil kiállításon több motorkerékpárt is bemutattak, a zsűri ezüst éremmel tüntette ki őket. A vállalat Magyarországon az első repülőgépmotorokat szerkesztette és építette 1909-1913 között, amikor a repülőgépgyártás még külföldön is gyermekkorát élte. Első repülőgépmotorjuk egy kéthengeres, 24 lóerős álló motor volt, közel 70 kilogramm súllyal. Ezt a motort Adorján János az 1910-es Libelle és 1912-es Strucc pépébe építette be. Munkásságának legjelentősebb konstrukciója egy, a Létai III-monoplánba épített hathengeres csillagmotor volt. Korát megelőzve, a 60 lóerő teljesítmény mellett a súlya mindössze 60 kilogramm volt. 1914 júliusában Pöstyénben rendezett repülőnapon az első helyet a Molnár Gyula pilóta által vezetett Dedics-motoros gép vitte el. 
A cég 1927-ben Demobil névvel kisautót készített. 1927-ben Kálmán kivált a társas cégből. Dedics Ferenc 1929-ben hunyt el gyomorrákban, az Új köztemetőben helyezték örök nyugalomra (17/5-1-55). Neje 29 évvel élte túl, 1958-ban hunyt el.

## Emlékezete
- Rákoshegyen utcát neveztek el róla.